# أرمين غرون
أرمين غرون (بالألمانية: Armin Grün)‏ هو أستاذ جامعي ألماني، ولد في 27 أبريل 1944 في باد برنيك إم فيشتلغبريغه في ألمانيا.

## وصلات خارجية
- الموقع الرسمي